# Distretto di İncesu
Il distretto di İncesu (in turco İncesu ilçesi) è uno dei distretti della provincia di Kayseri, in Turchia.